# Torre en Cameros
Torre en Cameros – gmina w Hiszpanii, w prowincji La Rioja, w La Rioja, o powierzchni 11,64 km². W 2011 roku gmina liczyła 12 mieszkańców.